# フランス革命戦争

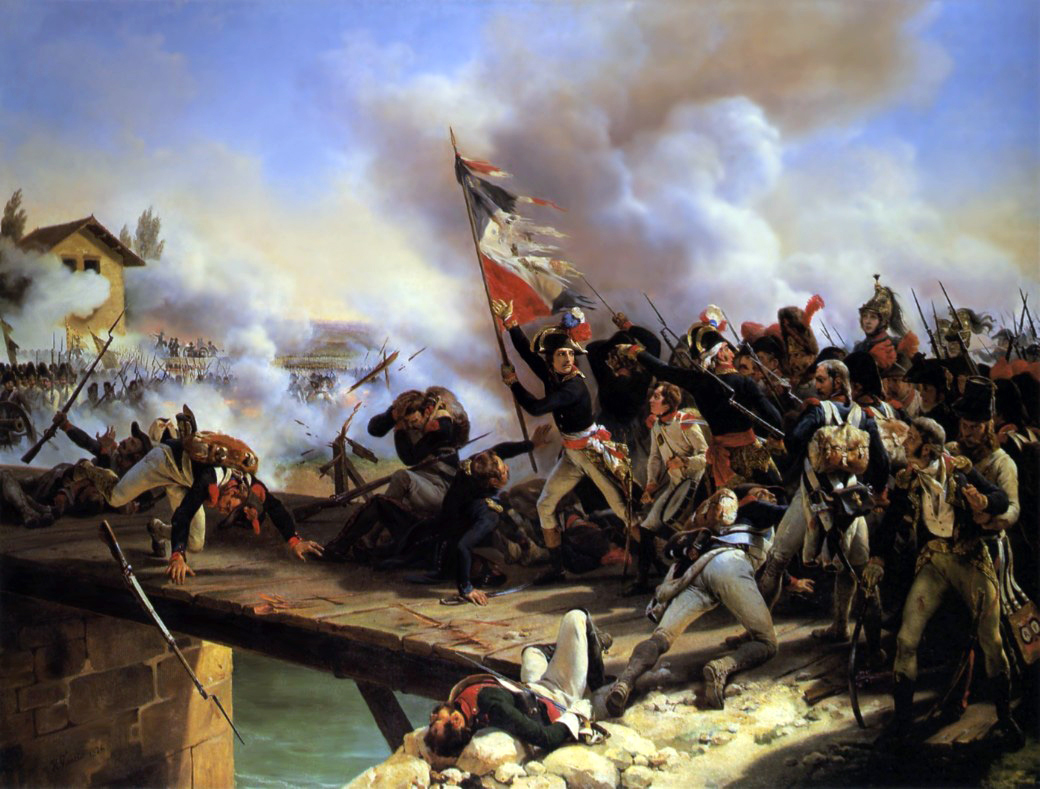
アルコレの戦い

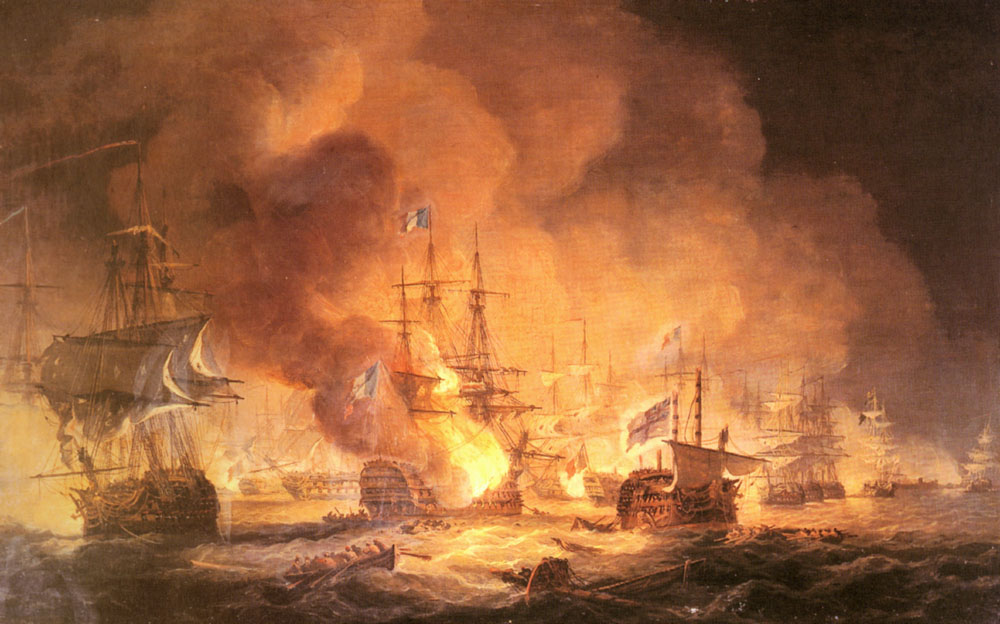
ナイルの海戦

フランス革命戦争（フランスかくめいせんそう、仏: Guerres de la Révolution française, 英: French Revolutionary Wars）は、1792年から1802年にかけて、フランス革命を巡ってフランスとヨーロッパ諸国との間で行われた戦争の総称。
フランス革命戦争は、当初はフランス革命に対する諸外国による干渉戦争であったが、フランスは第一次対仏大同盟および第二次対仏大同盟に勝利して、革命政府の国際的承認と大幅な領土拡大を勝ち取った。
なお1799年11月9日のナポレオン・ボナパルトの第一統領就任以降は、「フランス革命戦争」ではなく「ナポレオン戦争」と呼ばれる。

## 概要

### 勃発
フランス革命戦争は、オーストリアによるフランス革命への干渉を契機として、1792年4月20日にフランス革命政府（ジロンド派内閣）のオーストリアへの宣戦布告によって開始された。
フランス北部および東部、オランダ、ベルギー、ドイツ、北イタリア、エジプト、一部の植民地などが主要な戦場となった。

### 第一次対仏大同盟
1793年にはイギリスを中心として第一次対仏大同盟が結成され、国内での反乱も相まってフランスは危機に陥った。
だが革命の熱気によってもたらされた国民的な戦争への参画と、国家総動員体制の整備や師団編成の導入をはじめとする軍事的革新をばねとして反撃に転じた。
1797年にはカンポ・フォルミオの和約によってオーストリアが一旦戦争から脱落した。

### 第二次対仏大同盟
1798年、第二次対仏大同盟が結成され、オーストリアが再度参戦しフランスは再び劣勢に立たされる。
こうした状況下、エジプト遠征から帰還したナポレオン・ボナパルトが最高権力を掌握した。ボナパルトの反撃によって、オーストリアは1801年のリュネヴィルの和約により再度講和し、イギリスも1802年3月25日のアミアンの和約に応じた。
これにより、フランス革命戦争は終結した。

### その後
戦争に勝利したフランスは、革命政府の国際的承認と大幅な領土拡大とを勝ち取った。
だが、アミアンの和約後の平和は長続きせず、1803年には再び英仏は戦争状態に入り、ヨーロッパ諸国はナポレオン戦争へと突入していく。

## 参戦国
フランス側では、戦争の過程で誕生したフランスの衛星国と、1796年10月以降はスペインが参戦した。
対仏大同盟に参加した諸国は以下の通りである。他にフランスはオランダ、スイス、ヴェネツィア共和国、教皇領などを侵略している。
- 第一次対仏大同盟 - イギリス、オーストリア、オーストリア領ネーデルラント（ベルギー、ルクセンブルク）、プロイセン王国、スペイン、ナポリ王国、サルデーニャ王国（ピエモンテ）
- 第二次対仏大同盟 - イギリス王国、オーストリア、ロシア帝国、オスマン帝国

## 背景
1780年代末、七年戦争以来のヨーロッパ大国間の対立関係は解消されつつあった。
プロイセン、オーストリア、ロシアの3国は第1回ポーランド分割（1772年）で協調し、それぞれ国境に隣接する地域を獲得した。ロシアとスウェーデンは1788年から第一次ロシア・スウェーデン戦争を戦っていたが、スウェーデンの優勢によってロシアはフィンランドへの干渉を停止し、両国の関係は改善されることとなった。イギリスはアメリカ独立戦争に伴う第一次武装中立同盟の結成によって国際的孤立に立たされたが、戦争終結によって孤立も解消された。こうした国際環境の中でフランス革命が勃発した。
ヨーロッパの君主たちはフランス革命の動向を注視していた。スウェーデン国王グスタフ3世は、フランス王家との繋がりから早くから反革命の立場を表明していた。1791年6月、ルイ16世一家の革命勢力からの脱出が失敗に終ると（ヴァレンヌ事件）、直ちにフランスからの亡命貴族（エミグレ）と結び、反革命十字軍の結成をヨーロッパ諸国に呼びかけた。しかし呼びかけに答えたのはロシア皇帝エカチェリーナ2世のみで、結成には至らなかった。1792年3月にグスタフ3世が暗殺されたことで、スウェーデンは革命戦争に参加することはなかった。
神聖ローマ皇帝レオポルト2世も決断を迫られていた。レオポルト2世はフランス国王ルイ16世の王妃マリー・アントワネットの実の兄として、革命が過激化していくにつれて親族の身に迫る危険を看過し得なくなっていたのである。
1791年8月27日、レオポルト2世は亡命貴族のアルトワ伯爵（ルイ16世の弟）の仲介のもと、プロイセン国王フリードリヒ・ヴィルヘルム2世と共同でピルニッツ宣言を発表した。これは、フランス王家の安全を守るため、必要があれば革命に介入する用意があるとするものであった。
レオポルト2世自身は必ずしも戦争を望んではいなかったと言われるが、フランス革命政府において、この宣言は深刻な脅迫として受け止められた。
さらに、オーストリア領ネーデルラント（ベルギー、ルクセンブルク）やドイツにおける王党派亡命貴族による扇動活動も革命政府を刺激するに十分であった。フランスとオーストリアとの間にはアルザス＝ロレーヌの帰属問題という積年の対立もあった。
こうしたことを背景に、当時外務大臣の地位にあったシャルル・フランソワ・デュムリエらの主導の下で、フランス立法議会は1792年4月20日、オーストリアへの宣戦布告を決議した。

## 経過

### 祖国は危機にあり!

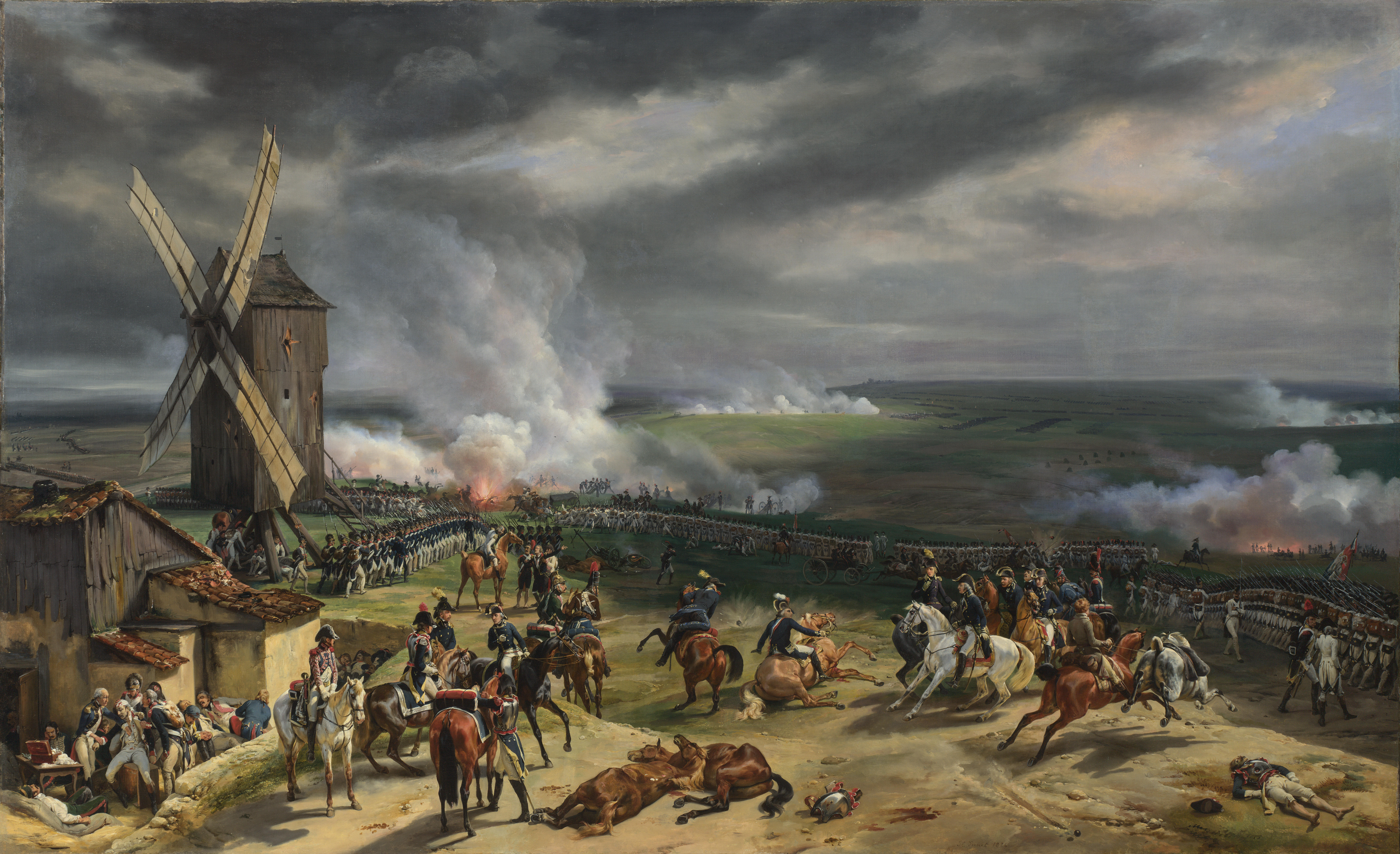
ヴァルミーの戦い

シャルル・フランソワ・デュムリエは南ネーデルラントへの侵攻作戦を計画していた。現地住民はフランス軍に呼応して皇帝の支配に対して蜂起するであろうという期待もあった。しかし、そう都合よくはいかなかった。革命によってフランス軍の機構も混乱していたのである。士官たちは貴族階級であるので革命政府に非協力的であり、兵士たちの規律も緩み、敵前逃亡したり、革命にことよせて上官を殺害するといった行為に及んだ。
マリー・アントワネットにいたっては敵方にフランス軍の作戦を漏らしていた。プロイセンがフランスへ宣戦布告し、ブラウンシュヴァイク公爵の率いるプロイセン軍は7月に国境を越えヴェルダンを陥落させた（ヴェルダンの戦い）。ブラウンシュヴァイク公は、亡命貴族のコンデ公が作成した、王政を復古させ反対者は死刑とするという宣言を発表する。
7月11日、立法議会は「祖国は危機にあり!」との宣言を発し、宣言に応じてフランス各地から義勇兵がパリに集結した。このときマルセイユからやって来た義勇兵が歌っていた軍歌が広まり、後に「ラ・マルセイエーズ」と名づけられる。パリ市民と義勇兵は、フランス軍の劣勢の原因はルイ16世とマリー・アントワネットがオーストリア・プロイセン軍と内通していると考え、8月10日にテュイルリー宮殿を襲撃し、王権を停止して国王一家をタンプル塔へ幽閉した（8月10日事件）。
デュムリエとケレルマンが率いるフランス義勇兵と砲兵隊は、ヴァルミーの戦い（9月20日）でプロイセン軍の侵略を食い止めた。戦闘自体は激しいものではなく、プロイセン軍の退却は戦術的後退に過ぎなかったものの、初めての勝利はフランス国民を沸き立たせた。フランス軍は攻勢に転じ、フランドル方面ではデュムリエがジュマップの戦い（11月6日）でオーストリア軍に勝利し、南ネーデルラント全域を占領した。キュスティーヌはドイツへ侵攻しフランクフルトまで到達した。

### 国家総動員

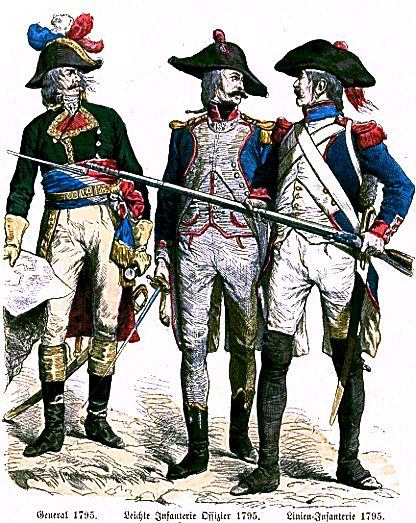
フランス軍の将兵: 左から順に将軍、将校（大尉）、兵士（戦列歩兵）の図

1793年1月、国民公会は戦時体制の強化のため国防委員会（後の公安委員会）を設置した。しかしそのころフランス軍の状態は悪化していた。前年に軍へ参集した義勇兵たちは満期を理由に帰郷し、常備軍の兵士たちは満足な給与も与えられておらず、前線の兵力は次第に減少していった。さらに、1月21日の革命政府によるルイ16世の処刑はヨーロッパ中を震撼させ、スペイン、オランダ、ナポリ王国、サルデーニャ王国、さらにはそれまで市民革命に同情的であったイギリスすら反革命に立たせる。またイギリスにとっては、オランダがフランスの手に落ちることは自国の安全保障からも重大な問題であった。こうした理由から、イギリスを中心とした主要国間で第一次対仏大同盟が結成される。2月1日、フランスはイギリスとオランダに対しても宣戦布告した。
2月24日、国民公会は兵力不足を補うための「30万人募兵」を可決したが、思ったほど兵士は集まらなかった。それどころか募兵への反発から3月にはヴァンデの反乱が勃発した。前線では、デュムリエが南ネーデルラント防衛という政府の方針を無視してオランダへ侵攻したが、兵力不足とオーストリア軍の反撃の前に撤退を余儀なくされ、さらにネールヴィンデンの戦い（3月18日）に敗北した。追い詰められたデュムリエは、ジャコバン派に処刑されるよりはと政府に対する反乱を部隊に呼びかけるが、部下の反対にあい、4月5日に敵陣へ逃げ込む羽目になる。
南フランスではジャコバン派政権に対する反乱も起きた。4月29日にマルセイユ、5月29日にリヨンで反政府の反乱政権が誕生、7月12日にはトゥーロンが反旗を翻しイギリス軍を援軍に招きいれた。さらにイギリスは5月31日にフランスに対する海上封鎖を発令し、スペイン軍、サルデーニャ軍も国境を越え、7月27日オーストリア軍はヴァレンシエンヌ包囲戦を陥落させた。フランスは再び窮地に陥った。
8月23日、国民公会は「国家総動員」を発令し、徴兵制度を施行した。身代わりの許された30万人募兵と違って、各階層の国民を平等に徴兵し、新たに120万の兵士が軍に加わった。これは傭兵を軍の主力としていた当時のヨーロッパの君主制国家では想像できないほどの大兵力であった。巨大化し国民軍へと変質したフランス軍はカルノーの指導の下で13個軍団に再編され、反撃の準備は整った。9月、ウーシャールがヨーク公の率いるイギリス軍をオンドスコートの戦い（9月6日-8日）で破り、ダンケルクを包囲から解放した。10月には後任のジュールダンがワッチニーの戦い（10月15-16日）でオーストリア軍に勝利した。
国内でも、8月25日にはマルセイユ、10月10日にはリヨンの反乱が鎮圧された。だがトゥーロンはイギリス軍の支援を受けていたため攻略に難航する。フランス軍は10月30日と11月15日の2回の攻撃に失敗し、司令官が罷免された。後任の司令官に就任したデュゴミエは、当時まだ24歳の砲兵士官ナポレオン・ボナパルトの立てた作戦を採用し、12月19日にトゥーロンの奪回に成功した（トゥーロン攻囲戦）。

### オランダ占領
フランス軍は巨大化し、兵力で対仏大同盟軍を圧倒したが、一方でそのような大軍は補給物資の多くを敵国の領土からの徴発に依存していた。以後、戦争はフランスによる侵略の様相を帯びてゆく。1794年、ジュールダンがフルリュスの戦い（6月26日）でオーストリア軍に勝利した。この結果対仏大同盟軍はライン川以西からの撤退を余儀なくされ、フランス軍は南ネーデルラントとラインラントの大部分を制圧した。
1795年初頭、河川の結氷によりオランダの要塞の防御力が低下する冬季を衝いて、ピシュグリュの率いるフランス軍はオランダへ大挙して攻撃をかけた。オランダではフランス革命に賛同し協力する人々も多く、都市は次々と陥落し、オランダ総督ウィレム5世は逃亡、オランダ艦隊は接収された。オランダにはバタヴィア共和国が成立し、ブラバントとマーストリヒトがフランスへ割譲された。
オランダの陥落を見てプロイセンもフランスとの講和を決め、バーゼルの和約（4月5日）を結んだ。和約によってプロイセンはフランスのラインラント併合を認めたが、ポーランド分割に集中できるようになった。同年、フランス軍はスペインでも進撃を遂げ、スペインも和平に応じた。第二次バーゼルの和約（7月22日）において、スペインは占領地の回復と引き換えに革命政府の承認とサントドミンゴの割譲を認めた。両国との講和によってフランスは当面の窮地を脱した。

### イタリア戦役

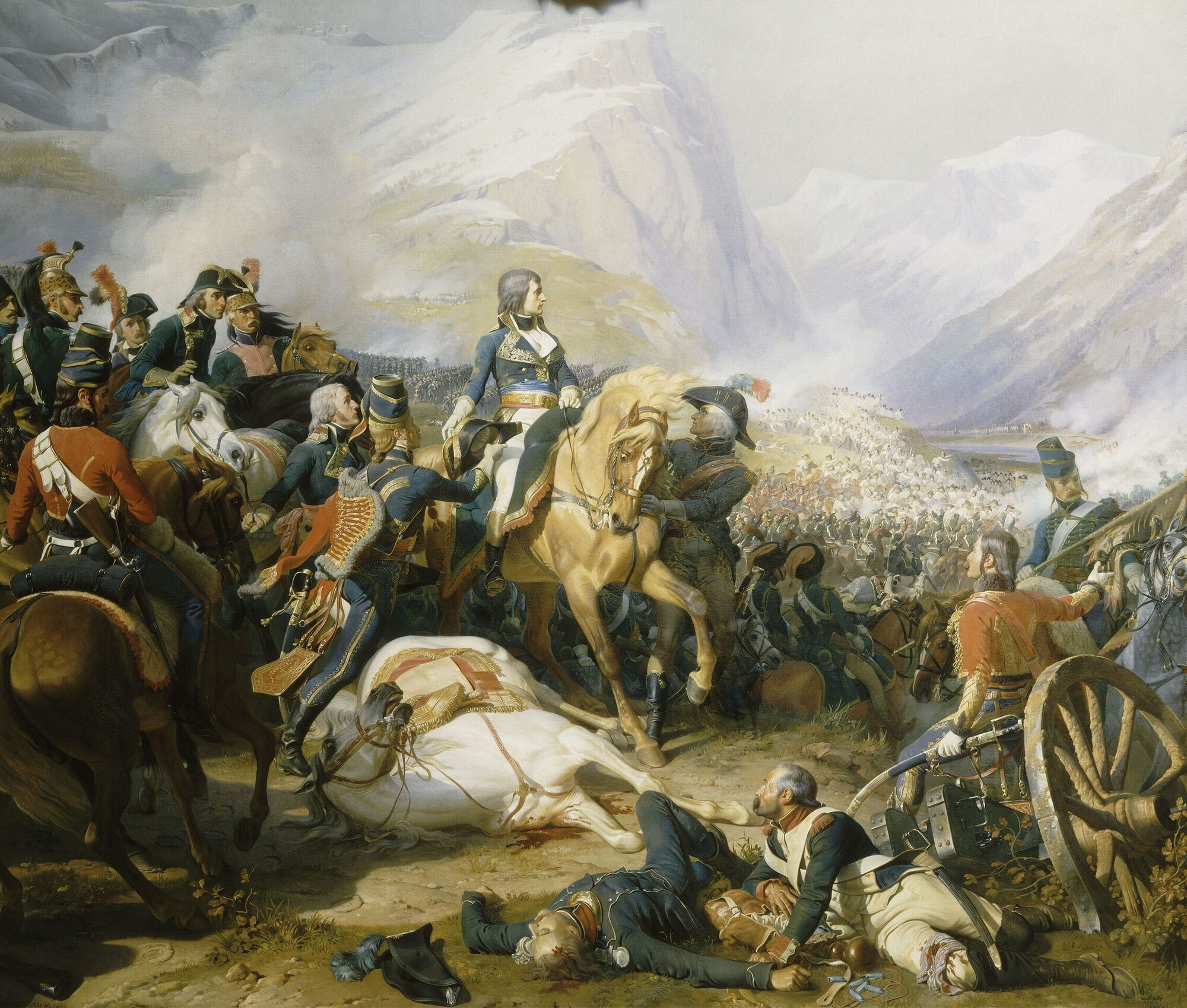
リヴォリの戦い

1796年、フランス総裁政府はオーストリアを屈服させるための3方向からの攻勢を計画した。ライン方面からの2個軍はジュールダンとモローが率い、イタリア方面軍の司令官にはバラスの計らいによりボナパルトが抜擢された。3つの軍はチロルで合流しウィーンを占領する作戦であった。
作戦は4月に開始された。当初、ジュールダンとモローは順調に進撃した。モローはバイエルンを通過し、9月にはチロルの国境にまで到達した。しかしジュールダンの軍がカール大公に敗れ、フランス軍はライン川の西への退却を余儀なくされる。
一方ナポレオンはイタリアでの作戦を成功させていた。まず、これまで最前線でフランス軍と対峙してきたサルデーニャ王国をわずか1か月で降伏させ、オーストリア軍の拠点マントヴァを包囲した。ヴルムザーとアルヴィンツィが率いるオーストリア軍はマントヴァ解放を目指して反撃に出るが、ボナパルトの前にカスティリオーネの戦い（8月5日）、アルコレの戦い（11月15日-17日）で敗北した。
そのころ、王党派の参加やイギリスの支援によって長引いていたヴァンデの反乱が、オッシュによって1796年前半までに鎮圧された。12月、オッシュはさらにアイルランドへの遠征を試みるが（フランスのアイルランド遠征）、イギリス艦隊の妨害によって上陸作戦は失敗に終わった。また、10月にはスペインがフランス側に立ってイギリスへ宣戦布告するが、スペイン艦隊はサン・ビセンテ岬の海戦（1797年2月14日）でジャーヴィスとネルソンの率いるイギリス艦隊に敗れた。
1797年、イタリア方面では、オーストリアがリヴォリの戦い（1月14日）でも敗北し、2月2日にマントヴァが開城する。ボナパルトはチロルからウィーンへ向けて進撃し、カール大公もナポレオンの勢いを止められなかった。オーストリアは停戦を申し入れ、4月18日にレオーベンの和約が成立した。その後半年あまりの交渉を経て、10月17日、フランスとオーストリアはカンポ・フォルミオの和約を締結した。フランスは南ネーデルラントを併合し、北イタリアにチザルピーナ共和国などの衛星国を成立させた。引き換えにオーストリアはヴェネツィア共和国を併合した。オーストリアの脱落で第一次対仏大同盟は崩壊した。

### エジプト遠征

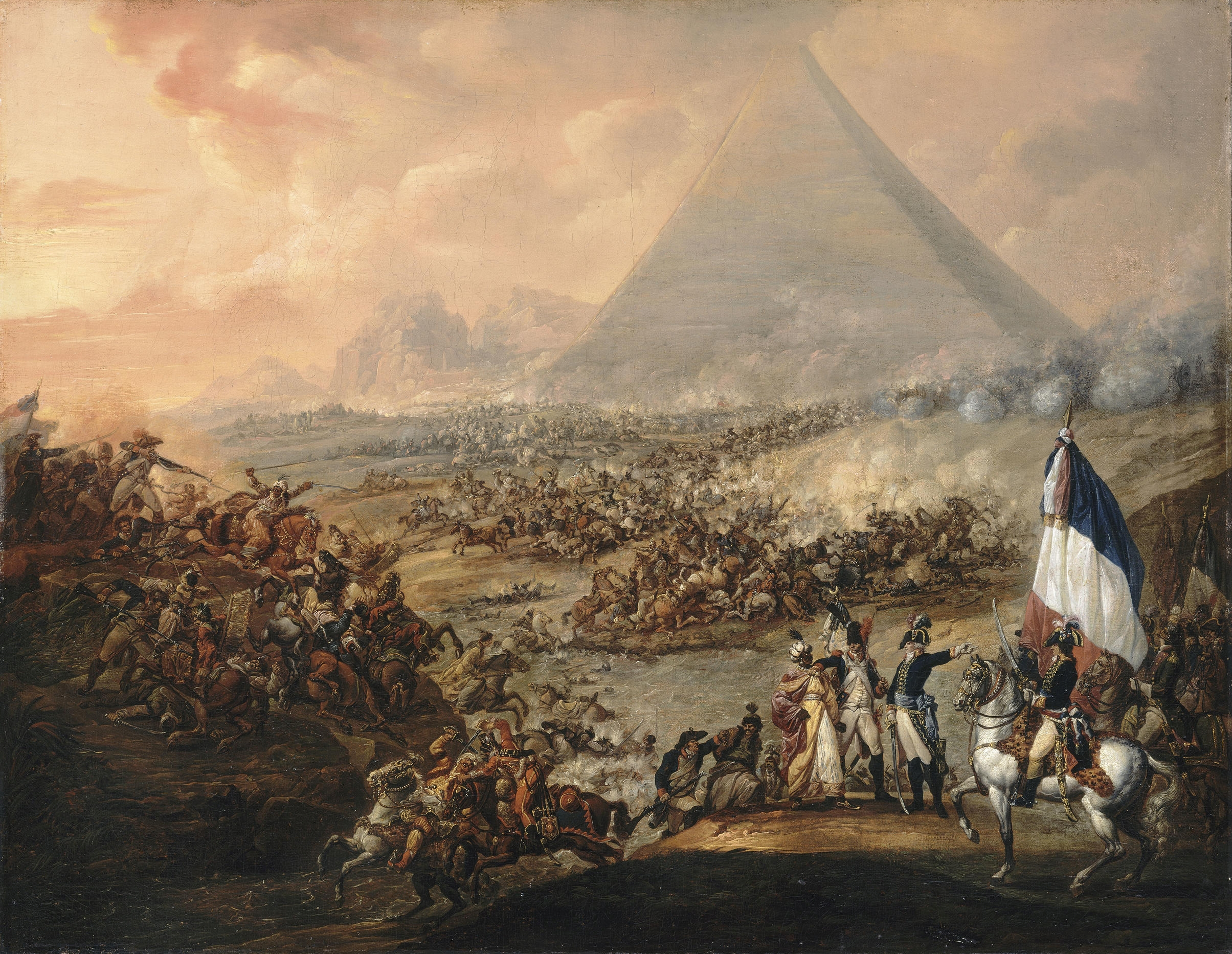
ピラミッドの戦い

オーストリアの脱落によりイギリスのみが戦争を続ける状況となったが、制海権を握っているイギリスに対してフランスは打撃を与えられなかった。そこでナポレオンはイギリスとインドとの連携を絶つため、オスマン帝国領エジプトへの遠征を総裁政府に進言した。
1798年5月19日、ナポレオンの率いるエジプト遠征軍はトゥーロン港を出発。途中マルタ島を占領し、7月2日にエジプトのアブキール湾に上陸した。ピラミッドの戦い（7月21日）で現地軍に勝利し、次いでカイロに入城する。
しかし直後のナイルの海戦（8月1日）において、ネルソン率いるイギリス艦隊にフランス艦隊は大敗し、ナポレオンはエジプトに孤立してしまう。ナポレオンはシリア方面へ侵攻しアッコを攻囲するものの（アッコ包囲戦 (1799年)、 1799年3月18日-5月20日）、攻略に失敗しエジプトへ退却した。
この頃、ヨーロッパでは、2月にフランス軍が教皇領へ侵攻しローマ共和国を建国した。3月にはスイスでの内乱に介入して同地にヘルヴェティア共和国を建国、さらにジュネーヴを併合した。さらに8月、アイルランド反乱に乗じてフランス軍は再度アイルランドへの遠征を実施する。今度は上陸に成功するが、制海権のない状況では作戦は長続きせず、増援に失敗し遠征軍は9月に降伏した。

### 第二次イタリア戦役
1798年1月より、スウェーデンのフェルセン伯爵の調停のもと、フランス革命戦争の終結を目指したラシュタット会議が開かれるも、メッテルニヒの策略でオーストリアは会議を先延ばしにし、講和に至らせる前に対仏大同盟の再建という時間稼ぎに成功する。12月、イギリス、オーストリア、ロシアなどによって第二次対仏大同盟が結成された。
1799年、北イタリアではオーストリア軍の攻勢とスヴォーロフが率いるロシア軍の戦線加入によってフランス軍は劣勢に立たされ、イタリア方面軍の司令官モローは8月にはジェノヴァまで後退した。ライン方面では、カール大公率いるオーストリア軍に対してフランス軍はシュトックアッハの戦い（3月25日）で敗れ、ジュールダンは解任されてマッセナが後任となった。スイス方面ではロシア・オーストリア連合軍とフランス軍が一進一退の攻防を続けていたが、マッセナは第二次チューリッヒの戦い（9月25日）で連合軍を破った。ロシアは翌年にはフランスと和平を結んだ。
この状況の中、ナポレオンは少数の部下と共にエジプトを脱出してフランスに戻り、11月9日、ブリュメール18日のクーデターを起こして執政政府を樹立、第一執政に就任し独裁権を握った。1800年、ナポレオンは反撃のためアルプス山脈を越えて北イタリアに進出。マレンゴの戦い（6月14日）では、フランス軍はオーストリア軍の急襲を受け窮地に追い込まれるが逆襲に成功する。モローが率いるライン方面軍もホーエンリンデンの戦い（12月3日）でオーストリア軍に勝利した。翌年、オーストリアはリュネヴィルの和約を締結しフランスと講和した。
フランスとの戦争を続けるのは主要国では再びイギリスのみとなった。さらに、イギリスのマルタ島占領で通商権を侵害されたデンマーク、スウェーデンと、イギリスの地中海進出に難色を示したロシアがプロイセンと結び、第二次武装中立同盟を結成してイギリスと対立した。1801年、イギリスはコペンハーゲンの海戦（4月2日）でデンマーク艦隊を撃破して武装中立同盟を解体させ、エジプトではイギリス軍が第二次アブキールの戦い（3月8日）、アレクサンドリアの戦い（3月22日）に勝利して半年後にフランスのエジプト遠征軍を降伏に追い込んだ。

## 講和

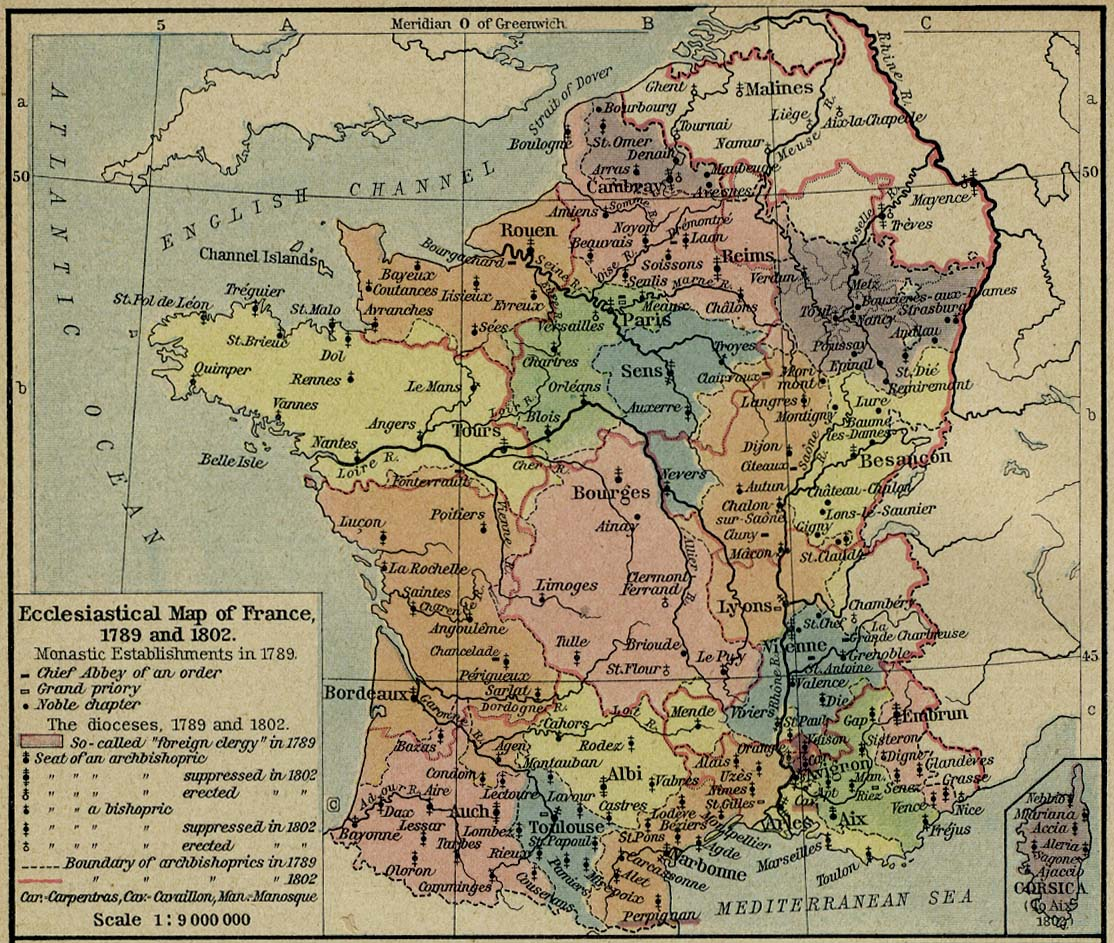
1789年から1802年にかけてのフランス領の拡大。フランスは南ネーデルラント、ラインラント、サヴォワ、ニースを併合した

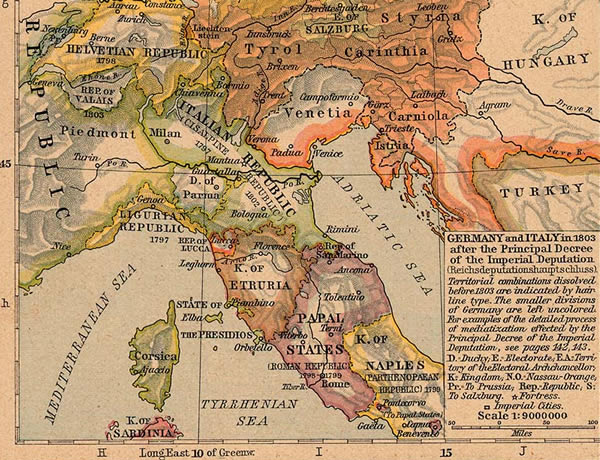
1803年の北イタリア。スイスに建国されたヘルヴェティア共和国と、北イタリアに建国されたチザルピーナ共和国、リグリア共和国はフランスの衛星国となった

1801年、イギリスでは対フランス強硬派の小ピットが国内の宗教問題などから退陣し、対フランス融和派のアディントンが首相となった。フランスでも、第一執政のナポレオンは国内の安定を重視し、講和は望むものであった。1802年3月25日、両国はフランス北部のアミアンで講和条約を締結した。
イギリスはそれまでのフランスによる領土獲得を承認し、マルタ島、ケープ植民地、エジプトといった占領地から軍を撤収することを約した。フランスもナポリ王国や教皇領からの撤退を約した。この後1年余り、ヨーロッパには平和がもたらされた。

## 影響
フランス革命政府は、崩壊寸前のぎりぎりの状況まで追い込まれながら、国民軍を作り上げて対仏大同盟軍を打ち破った。オランダ、南ネーデルラント、ラインラント、スイス、イタリアといった地域を征服し、フランスの歴代君主たちが長年抱いてきた領土的野心をまたたく間に達成した。だが戦争の過程で共和国内部では軍隊の政治力が増していった。将軍たちは勝手に敵国と交渉し、ナポレオン・ボナパルトに至っては一士官から最高権力者にまで上り詰めた。ナポレオンによる帝政の開始（1804年）は共和政自体を終焉させた。
アミアンの和約によっても英仏間の対立関係は根本的には解消されなかった。1803年5月16日、イギリスはアミアンの和約を破棄してフランスへ宣戦布告し、両国はヨーロッパ全体を巻き込んだナポレオン戦争へと突入していく。ナポレオン率いる新生フランスは他の諸国を圧倒するが、その先には革命戦争で得た成果を全て喪失する最終的敗北が待ち受けているのであった。

## 主要な戦闘
- 1792年9月20日 - ヴァルミーの戦い
- 1792年11月6日 - ジュマップの戦い
- 1793年3月18日 - ネールヴィンデンの戦い
- 1793年7月27日 - ヴァランシエンヌ包囲戦（英語版）
- 1793年9月8日 - オンドスコートの戦い（英語版）
- 1793年10月15-16日 - ワッチニーの戦い（英語版）
- 1794年6月1日 - 栄光の6月1日（革命暦2年プレリアル13日の海戦）
- 1794年6月26日 - フルリュスの戦い（英語版）
- 1796年8月5日 - カスティリオーネの戦い
- 1796年11月15日-17日 - アルコレの戦い
- 1797年1月14日 - リヴォリの戦い
- 1797年2月14日 - サン・ビセンテ岬の海戦
- 1798年7月21日 - ピラミッドの戦い
- 1798年8月1日 - ナイルの海戦
- 1799年3月18日-5月20日 - アッコ包囲戦
- 1799年3月25日 - シュトックアッハの戦い（フランス語版、英語版）
- 1799年9月25日 - 第二次チューリッヒの戦い（フランス語版、英語版）
- 1800年6月14日 - マレンゴの戦い
- 1800年12月3日 - ホーエンリンデンの戦い
- 1801年3月22日 - アレクサンドリアの戦い
- 1801年4月2日 - コペンハーゲンの海戦

## 主要な条約・協定
- 1793年 - 第一次対仏大同盟
- 1795年4月5日, 7月22日 - バーゼルの和約
- 1797年4月18日 - レオーベンの和約
- 1797年10月17日 - カンポ・フォルミオの和約
- 1798年-1799年 - ラシュタット会議
- 1798年12月24日 - 第二次対仏大同盟
- 1800年 - 第二次武装中立同盟
- 1801年2月9日 - リュネヴィルの和約
- 1802年3月25日 - アミアンの和約